# 側視
側視是使用周邊視覺查看暗淡物體的一種方法。它包括不直接看物件，看起來有點側向一邊，但仍繼續集中注意於該物件上。在通俗天文學中討論過這個問題，但只有少量嚴謹的研究有量化的效果。然而，這種技術與眼睛的構造特性有關。
宣稱這種技術對天文學家查看大但微弱的星雲和星團最有效。通過技術的發展，有些觀測者報告增益達到3-4個星等（15:1至40:1）；但也有報告說沒有明顯的改善。
還有一些從古至今的技術證據，因為亞里斯多德似乎報告曾經觀測到現今被稱為M41的星團。
它也與你是右側視還是左側視有所關聯，最有效的方向是將物件置於視野的鼻骨側，這將避免物件的影像在視野瞬間方向一側約15度的盲點位置成像的可能。所以右眼觀測最好偏向右側，而左眼觀測時則偏向左側。有些人也宣稱以偏向上取代偏向下會有較好的效果。最好的做法是經由實驗，找出自己眼睛的最佳位置。
類似的技術被稱為搖鏡，這是輕微的移動望遠鏡，讓物件在視野的範圍內來來回回的移動。這項技術是基於視覺系統對動態的物體比靜態更敏銳的事實。

## 生理學
側視的功能是因為在中央凹（眼睛中心的一個小區域）那兒幾乎沒有桿細胞：在昏暗的光線下檢視黑色和白色的細胞。中央凹主要是錐細胞，其功能是檢測明亮的光線和色彩，在夜間通常沒有作用。這種情況會使夜間的中央敏感度不足，導致視力下降。基於Osterberg（1935））早期但有爭議的工作，桿細胞的密度在偏離視覺中心20度之處達到最大值， Fulton（2005）目前以交替取代了Osterberg的解析。由於細胞與中樞神經系統相連的方式，這個區域很敏銳，但視力隨著接近中心越下降。
美國加州大學（1974年）解釋眼睛的解析力能夠解決細節，但視力從偏離視場中心線0.6度迅速下降。相較於視線0.6度的半徑內，在10度半徑已經衰退了4倍。

## 外部連結
- "Just What is Averted Vision, Anyway?"
- "Avertedvision.net | For Deep Sky Astronomers"